# 新昌调腔
新昌高腔，又称高腔、高调，中国戏曲剧种之一。因为仅存浙江省新昌县一个剧团，故名新昌高腔。新昌高腔历史悠久，历史长达400年以上，能够演出元代杂剧《西厢记》《汉宫秋》中的部分折子。目前，新昌高腔严重衰落，现存唯一的一个剧团为新昌调腔剧团。2006年5月20日，新昌调腔列入第一批国家级非物质文化遗产名录。